# البطولة الكندية 2012
البطولة الكندية لكرة القدم 2012 (بالإنجليزية: 2012 Canadian Championship)‏ هو الموسم 5 من البطولة الكندية لكرة القدم. أقيم خلال الفترة 2 مايو 2012 وحتى 23 مايو 2012، وأشرف على تنظيمه اتحاد كندا لكرة القدم، وكان عدد الأندية المشاركة فيه 4، وفاز فيه نادي تورونتو.